# UTC+2
O fuso horário UTC±02:00 é é o fuso horário onde o horário local é contado a partir de mais duas horas do horário do Meridiano de Greenwich.

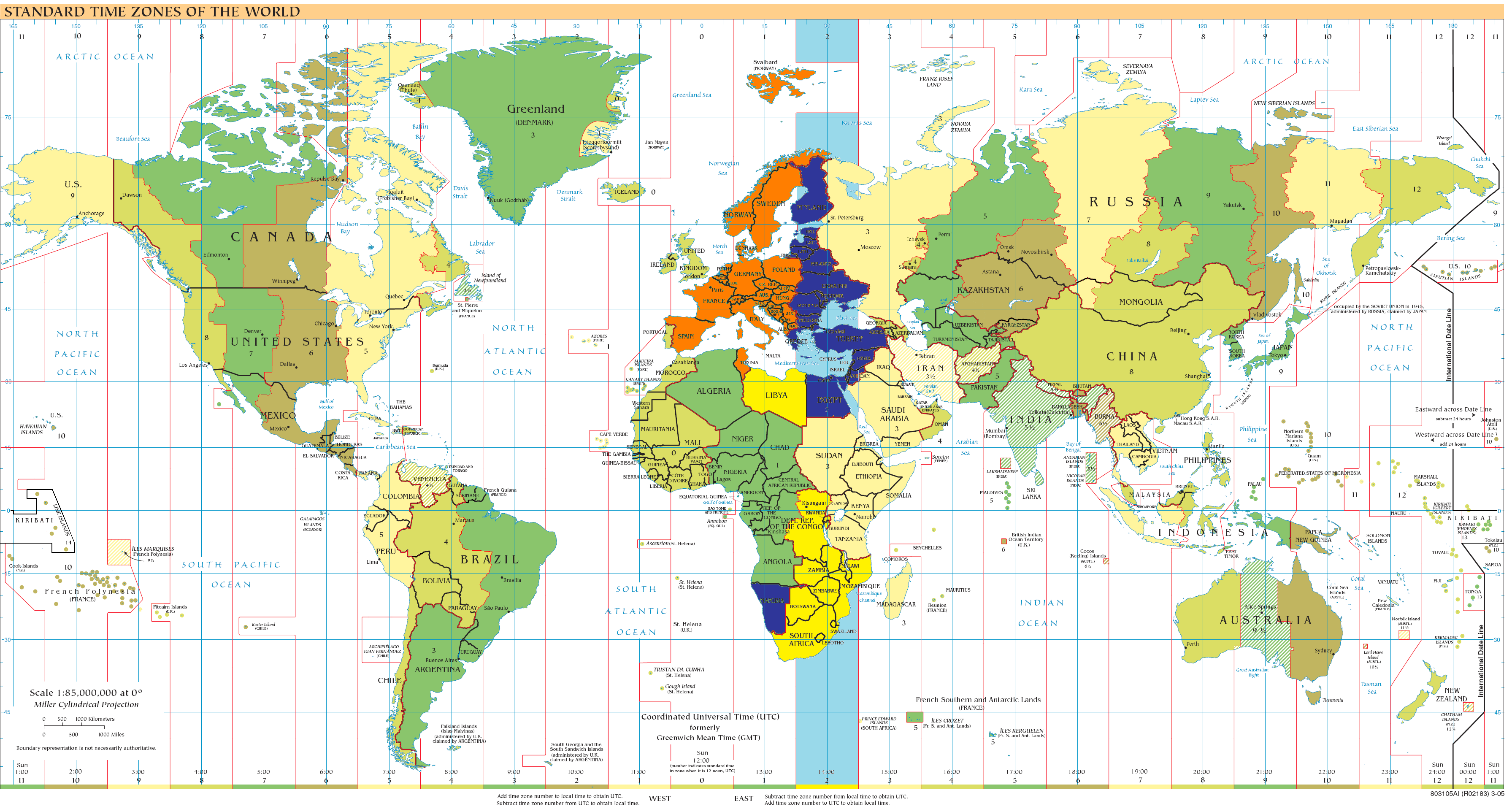
Mapa contendo as variações de tempo de acordo com a longitude, com a UTC+2:00 em destaque (azul)

Longitude ao meio: 30º 00' 00" L

## Tempo padrão (o ano todo)
- África do Sul [1]
- Botswana [2]
- Burundi[3]
- República Democrática do Congo
  - Leste do país: Lubumbashi
- Egito[4]
- Lesoto
- Líbia
- Malawi
- Moçambique
- Namíbia
- Rússia
  - Zona 1: Kaliningrado
- Ruanda
- Sudão
- Essuatíni
- Zâmbia
- Zimbabwe

## Tempo padrão (inverno hemisfério norte)
- Bulgária*
- Chipre*
- Estónia*
- Finlândia*
- Grécia*
- Israel*
- Letónia*
- Líbano*
- Lituânia*
- Moldávia*
- Palestina*
- Roménia*
- Ucrânia*

## Horário de verão (verão hemisfério norte)
- Albânia
- Alemanha
- Andorra
- Áustria
- Bélgica
- Bósnia e Herzegovina
- Croácia
- Dinamarca
- Eslováquia
- Eslovénia
- Espanha
  - exceto Ilhas Canárias
- França
- Gibraltar
  - território britânico ultramarino
- Hungria
- Itália
- Kosovo
- Liechtenstein
- Luxemburgo
- Macedônia do Norte
- Malta
- Mônaco
- Montenegro
- Noruega, incluindo:
  - Svalbard e Jan Mayen
- Países Baixos
- Polônia
- República Checa
- San Marino
- Sérvia
- Suécia
- Suíça
- Tunísia
- Vaticano